# Bombycilaena discolor
Bombycilaena discolor là một loài thực vật có hoa trong họ Cúc. Loài này được (Pers.) M.Laínz mô tả khoa học đầu tiên năm 1973.